# Oto Bamberský
Svatý Ota nebo Oto Bamberský (původně Otto z Mistelbachu, německy Otto von Bamberg, nebo Otto von Mistelbach, 1060/1061, Franky – 30. června 1139, Bamberk) byl bamberský biskup a misionář, který obrátil na křesťanství pomořanské Slovany, proto je také nazýván Apoštolem Pomořanska. V katolické církvi je od roku 1189 ctěn jako světec.

## Život a činnost
Zřejmě pocházel ze šlechtického rodu Mistelbachů sídlící ve Švábsku. Vzdělání pravděpodobně získal v hirsavském klášteře a mládí strávil ve službách polského knížete Vladislava I. Hermana a římského císaře Jindřicha IV.
Od roku 1102 byl biskupem ve městě Bamberk ve Francích. Byl uznávaným diplomatem během bojů o investituru a dokončil výstavbu poškozené Bamberské katedrály.
V letech 1124 a 1128 vedl misijní výpravu k pomořanským Slovanům, především do měst Volyň a Štětín ve kterých byl dosud uctíván bůh Trihlav.
O Otově životě byly napsány tři životopisy – hagiografie:
- Mnich z Prüfeningu - Život biskupa Oty Bamberského, 1140-1146
- Ebbo – Život bamberského biskupa Oty, 1151-1159
- Herbord – Dialog o životě biskupa Oty Bamberského, 1158-1159